# Mandailing
Mandailing is een bestuurslaag in het regentschap Tebing Tinggi van de provincie Noord-Sumatra, Indonesië. Mandailing telt 2989 inwoners (volkstelling 2010).